# Cyclostremiscus
Cyclostremiscus is een geslacht van weekdieren uit de klasse van de Gastropoda (slakken).

## Soorten
- Cyclostremiscus adamsi Pilsbry & Olsson, 1945
- Cyclostremiscus albachiarae Perugia, 2015
- Cyclostremiscus anceps (Laws, 1941) †
- Cyclostremiscus anxius (Hedley, 1909)
- Cyclostremiscus azuerensis Pilsbry & Olsson, 1952
- Cyclostremiscus bailyi (Hertlein & Strong, 1951)
- Cyclostremiscus balboa Pilsbry & Olsson, 1945
- Cyclostremiscus baldridgae (Bartsch, 1911)
- Cyclostremiscus bartschi Strong & Hertlein, 1939
- Cyclostremiscus bartschi (Mansfield, 1936)
- Cyclostremiscus beauii (P. Fischer, 1857)
- Cyclostremiscus bifrontia (Carpenter, 1857)
- Cyclostremiscus calameli (Jousseaume, 1872)
- Cyclostremiscus cerrosensis (Bartsch, 1907)
- Cyclostremiscus colombianus Pilsbry & Olsson, 1945
- Cyclostremiscus coronatus (Carpenter, 1857)
- Cyclostremiscus cubanus (Pilsbry & Aguayo, 1933)
- Cyclostremiscus dalli (Bush, 1897)
- Cyclostremiscus diminutus Rubio, Rolán & Pelorce, 2011
- Cyclostremiscus diomedeae (Bartsch, 1911)
- Cyclostremiscus euglyptus Aguayo & Borro, 1946
- Cyclostremiscus exigua (C. B. Adams, 1852)
- Cyclostremiscus gallo Pilsbry & Olsson, 1945
- Cyclostremiscus glyptobasis Pilsbry & Olsson, 1952 †
- Cyclostremiscus gordanus (Hertlein & Strong, 1951)
- Cyclostremiscus hendersoni (Dall, 1927)
- Cyclostremiscus janus (C. B. Adams, 1852)
- Cyclostremiscus jeannae Pilsbry & McGinty, 1946
- Cyclostremiscus lirulatus (Carpenter, 1857)
- Cyclostremiscus lowei (Baker, Hanna & Strong, 1938)
- Cyclostremiscus madreensis (Baker, Hanna & Strong, 1938)
- Cyclostremiscus major Olsson & Smith, 1952
- Cyclostremiscus microstriatus Rubio, Rolán & Lee, 2011
- Cyclostremiscus mohicanus Simone, 2012
- Cyclostremiscus multiliratus Rubio, Rolán & Garcia, 2011
- Cyclostremiscus nodosus (Carpenter, 1857)
- Cyclostremiscus nummus Pilsbry & Olsson, 1952
- Cyclostremiscus pachynepion Pilsbry & Olsson, 1945
- Cyclostremiscus panamensis (C. B. Adams, 1852)
- Cyclostremiscus parvus (C. B. Adams, 1852)
- Cyclostremiscus pauli Pilsbry & Olsson, 1952
- Cyclostremiscus pentagonus (Gabb, 1873)
- Cyclostremiscus perparvus (C. B. Adams, 1852)
- Cyclostremiscus peruvianus Pilsbry & Olsson, 1945
- Cyclostremiscus planospira Pilsbry & Olsson, 1945
- Cyclostremiscus planospiratus (Carpenter, 1857)
- Cyclostremiscus psix Pilsbry & Olsson, 1952
- Cyclostremiscus spiceri (Baker, Hanna & Strong, 1938)
- Cyclostremiscus spiritualis (Baker, Hanna & Strong, 1938)
- Cyclostremiscus striatus Kay, 1979
- Cyclostremiscus suppressus (Dall, 1889)
- Cyclostremiscus taigai (Hertlein & Strong, 1951)
- Cyclostremiscus tenuisculptus (Carpenter, 1864)
- Cyclostremiscus tricarinatus (C. B. Adams, 1852)
- Cyclostremiscus trigonatus (Carpenter, 1857)
- Cyclostremiscus trilix (Bush, 1885)
- Cyclostremiscus unicornis (Pilsbry & Olsson, 1945)
- Cyclostremiscus valvatoides (C. B. Adams, 1852)
- Cyclostremiscus vanbruggeni De Jong & Coomans, 1988
- Cyclostremiscus veleronis (Strong & Hertlein, 1947)
- Cyclostremiscus verreauxii (Fischer, 1857)
- Cyclostremiscus xantusi (Bartsch, 1907)